# Jazz Pistols
Die Jazz Pistols sind eine deutsche Jazzband und spielen Fusion (Jazzrock). Sie besteht aus den Musikern
- Stefan Ivan Schäfer (Gitarre), der auf dem Gitarrensampler "Adventures in Guitarland" unter den besten deutschen Jazzgitarristen vertreten ist,
- Christoph Victor Kaiser (Bass), Stipendiat des renommierten Berklee College of Music und
- Thomas Lui Ludwig (Schlagzeug), der bei Chaka Khan kurzzeitig mitgewirkt hat.

Die drei Musiker pflegen einen ausgeprägt individuellen Stil und verbinden ihre Eigenheiten in einer Mischung aus Eigenkompositionen, detailreichen Arrangements und Soli.
Seit 2002 bilden die Jazz Pistols zusammen mit dem bekannten Sänger und Schauspieler Uwe Ochsenknecht den Kern der 9-köpfigen Uwe Ochsenknecht Band. Neben zahlreichen Festival- und Clubgigs in Deutschland und dem benachbarten Ausland waren die Jazz Pistols bislang in 26 Ländern Afrikas und Europas unterwegs.

## Alben
- 3 On The Floor (1997)
- 3 On The Moon (1999)
- Special Treatment (2002)
- Live (2006)
- Superstring (2010)